# Stazione di Granollers Centro

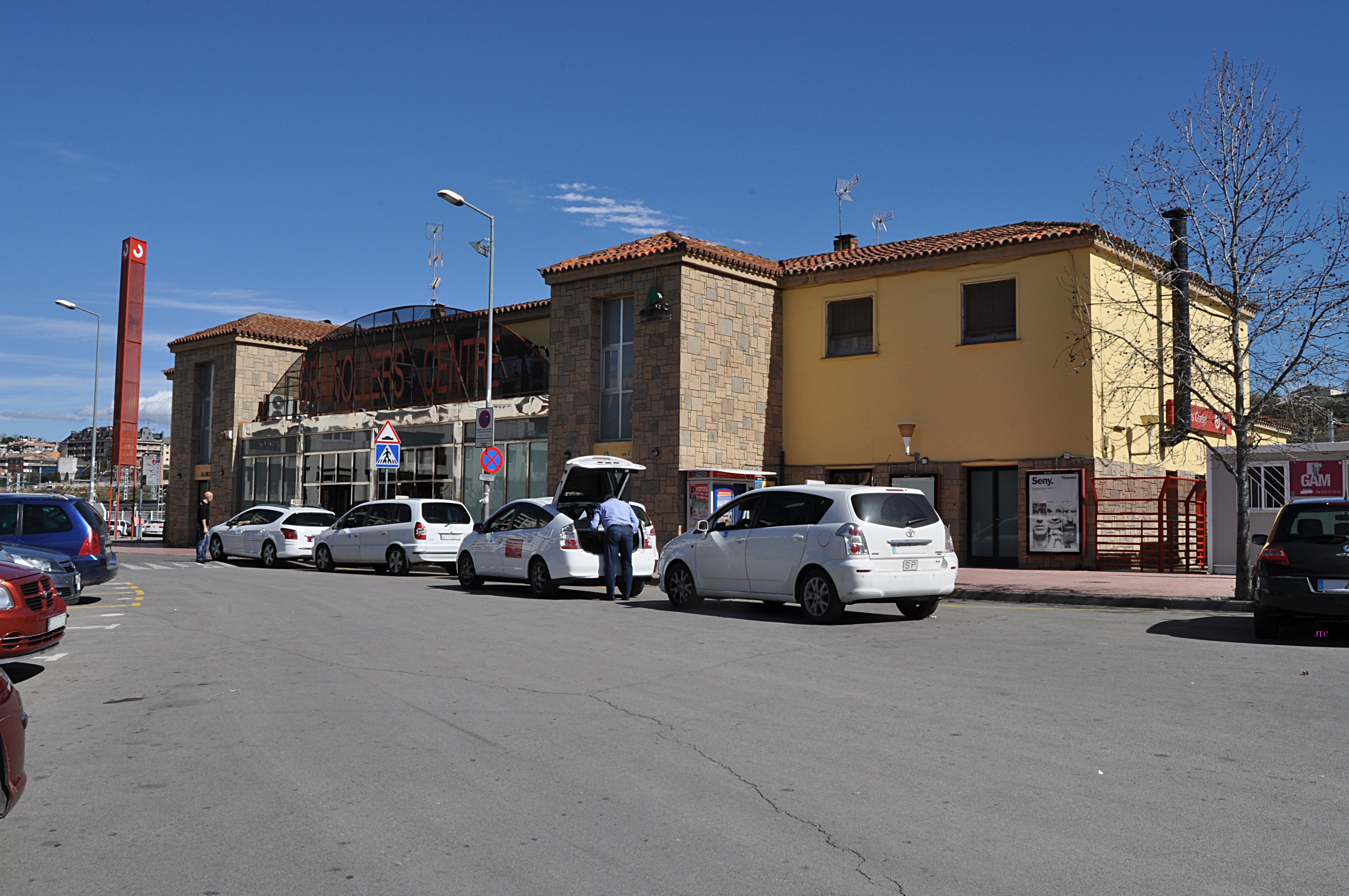
Stazione di Granollers Centro.

La stazione di Granollers Centro (in catalano: Granollers Centre) è una stazione ferroviaria situata nel comune di Granollers, nella provincia di Barcellona, in Catalogna.
Offre un servizio di treni a media e lunga percorrenza, oltre a far parte della Linea R2 e della Linea R8 della Cercanías di Barcellona.
La stazione fu inaugurata il 22 luglio del 1854 con la línea Barcelona-Granollers.